# 푸차 푸헝
푸차 푸헝(만주어: ᡶᡠᠴᠠ
ᡶᡠᡥᡝᠩ Fuca Fuheng, 1723년 ~ 1770년 7월)은 중국 청나라의 몽고계 귀족 출신 무관 겸 정치인이며, 만주 양황기(鑲黃旗) 출신이다.
그는 청나라 제6대 황제 건륭제의 처남(妻男)이며 이에 아울러 자형(姉兄)인 건륭제(乾隆帝)와 사돈 관계이기도 하다.

## 생애
청나라 즈리 성 톈진의 만주족 귀족 집안에서 부찰 이영보(富察 李榮保)의 슬하 4남 1녀 가운데 적삼남(嫡三男)으로 출생한 그는 청나라 즈리 성 베이징에서 성장하였으며 누나 효현순황후(孝賢純皇后)가 건륭제(乾隆帝)의 정후(正后)가 되었고 차자 부찰 복륭안(富察 福隆安)은 자형 건륭제(乾隆帝)의 부마가 되어 청 제국 황실과의 겹사돈을 맺었으며 그 또한 1744년 청나라 관직에 출사하여 1770년 7월 2일, 갑작스럽게 병에 걸려 2개월여간을 앓다가 1770년 9월 2일을 기하여 향년 47세로 서거할 때까지 군기대신(軍機大臣)· 대학사(大學士) 등의 고관대작(高官大爵)을 역임하였다.

## 같이 보기
- 십전무공